# Autoridad Independiente para la Investigación Técnica de Accidentes e Incidentes
La Autoridad Independiente para la Investigación Técnica de Accidentes e Incidentes, oficialmente Autoridad Administrativa Independiente para la Investigación Técnica de Accidentes e Incidentes ferroviarios, marítimos y de aviación civil, es un futuro organismo público español, de carácter independiente, que tiene como objetivo mejorar la seguridad mediante la prevención y, en su caso, investigación técnica de accidentes e indicentes a fin de determinar sus causas y establecer las medidas correctivas que resulten pertinentes.
Como una autoridad independiente, se rige por la ley que la creó, su estatuto orgánico y, de forma subsidiaria, por aquellas otras normas del ordenamiento jurídico que le pudieran afectar y que fueren compatibles con su naturaleza y autonomía. A efectos organizativos y presupuestarios, está ligada al Ministerio de Transportes y Movilidad Sostenible, departamento que actúa como enlace entre el Gobierno y la Autoridad.
La Autoridad se compone de un Consejo, formado por un presidente y seis consejeros, todos ellos nombrados por el rey, a propuesta del Gobierno y con la necesaria conformidad de la mayoría absoluta del Congreso de los Diputados. Asimismo, todos tienen un mandato de seis años, sin posibilidad de reelección.

## Historia

### Antecedentes
La investigación técnica de los accidentes e incidentes de los diferentes medios de transporte ha sido siempre responsabilidad del departamento del Gobierno responsable de la política de transporte, principalmente el Ministerio de Fomento —hoy denominado Ministerio de Transportes—, aunque también, mientras existieron, los ministerios de Marina y del Aire, a través de órganos directivos como la Dirección General de la Marina Mercante, la Dirección General de Ferrocarriles o la Dirección General de Aviación Civil.
El desarrollo de la normativa internacional relacionada con los transportes y su investigación hizo que en el año 1974 se creara el primer organismo dedicado a la investigación de accidentes en España, la Comisión de Accidentes de Aviación Civil, adscrita a la Subsecretaría de Aviación Civil del Ministerio del Aire. En el mismo sentido, en 1988 se creó la Comisión Permanente de investigación de siniestros marítimos y en 2001 la Comisión de Investigación de Accidentes Ferroviarios.
En los años posteriores se perfeccionó y endureció la normativa europea en materia de investigación de este tipo de accidentes, lo que obligó al legislador español a reformar los mencionados órganos para garantizar una mayor independencia, si bien de forma insatisfactoria, puesto que se llegaron a abrir procedimientos a España por no garantizar la independencia ni actualizar la forma en la que se investigaban los hechos.

### Autoridad única e independiente
Los anteriores hechos, así como la presión ejercida por algunas asociaciones de víctimas de accidentes, incluyó a partir del año 2018 en los planes del Ministerio de Fomento el crear un nuevo organismo que unificara a las tres comisiones vigentes y que tuviera mayor independencia, limitando al máximo la dependencia entre el Ministerio y este organismo.
Tras numerosas dilaciones, a finales de 2022 las Cortes Generales aprobaron, aprovechando la reforma de la Ley del Sector Ferroviario, un mandato al Gobierno para que presentara el proyecto en el plazo de seis meses, hecho que se consumó en marzo de 2023. Sin embargo, la disolución de las Cámaras legislativas por la celebración de elecciones anticipadas en julio de ese año supuso que el proyecto decayera.
Tras la constitución de un nuevo Gobierno en noviembre de 2023, el Consejo de Ministros volvió a remitir al Parlamento el proyecto de ley en febrero del año siguiente, siendo aprobado por el Congreso de los Diputados a finales de junio y por el Senado en julio.
Esta ley estableció el nuevo organismo bajo la categoría de autoridad administrativa independiente para garantizar su autonomía del Gobierno, reforzó el sistema de elección de sus miembros mediante un mandato único, improrrogable y amplio (6 años), así como obligó a que el Poder Legislativo tuviera que ratificar los nombramientos por mayoría absoluta, dando al Parlamento la capacidad de veto.

## Organización
La Autoridad se compone de un Consejo, formado por un presidente y seis consejeros. Asimismo, para ejercer sus funciones se estructura mediante cuatro departamentos, tres dedicados a la investigación y uno centrado en la gestión de los servicios comunes.

### Consejo y Presidencia
El Consejo es el órgano de gobierno del organismo, recayendo sobre este las decisiones relacionadas con la investigación técnica de accidentes e incidentes ferroviarios, marítimos y de aviación civil y la organización y el funcionamiento de la Autoridad. El Consejo consta de ocho individuos, siete de ellos con derecho a voto —presidente y consejeros— y otro con voz pero sin voto, el secretario general, que actúa como secretario del Consejo.
La presidencia del organismo, que lo será también del Consejo, ejerce la representación de la Autoridad y dirige los trabajos de esta. El cargo de presidente tiene el rango de subsecretario y su titular, a quien reportará directamente (cuando sea creada) la Unidad de Asistencia Familiar, es nombrado por real decreto del Consejo de Ministros, a propuesta del ministro de Transportes y Movilidad, previa conformidad de la Comisión competente del Congreso de los Diputados.

#### Nombramiento, mandato y cese
Para ser elegible como presidente o consejero de la Autoridad, los candidatos tienen que tener reconocido prestigio y acreditada cualificación profesional en el campo de la seguridad en el transporte. Asimismo, los seis consejeros se dividirán a partes iguales entre cada uno de los modos de transporte, de tal forma que habrá dos consejeros expertos en cada uno de los ámbitos ferroviario, marítimo y aéreo.
El mandato de todos ellos es de seis años, sin posibilidad de reelección.
En cuanto al cese, solo podrán cesar por renuncia, por fallecimiento, por expiración del mandato, por incurrir en alguna de las causas de incompatibilidad, por condena por delito doloso o castigado con pena grave, o por incumplimiento grave de sus obligaciones.

### Departamentos
Para ejercer sus funciones, la Autoridad tiene cuatro órganos directivos:
- La Dirección de investigación técnica de accidentes e incidentes ferroviarios.
- La Dirección de investigación técnica de accidentes e incidentes marítimos.
- La Dirección de investigación técnica de accidentes e incidentes de aviación civil.
- La Secretaría General.